# دی‌هیدرولیپوآمید
دی‌هیدرولیپوآمید (به انگلیسی: Dihydrolipoamide) با فرمول شیمیایی C8H17NOS2 یک ترکیب شیمیایی با شناسه پاب‌کم 24591 است. که جرم مولی آن ۲۰۷٫۳۵۹ گرم بر مول می‌باشد. 